# Estatua de James S. T. Stranahan
J. S. T. Stranahan es una estatua de bronce en el Prospect Park de Brooklyn en la ciudad de Nueva York (Estados Unidos). Diseñado por Frederick William MacMonnies y erigido en 1891 cerca de la entrada del parque en Grand Army Plaza, honra a James ST Stranahan, un hombre de negocios de Brooklyn que formó parte de la comisión del parque de la ciudad y fue fundamental en la creación de Prospect Park. La estatua se considera una de las mejores obras de MacMonnies y fue elogiada por su realismo. Una inscripción en el pedestal de la estatua incluye la frase latina LECTOR SI MONUMENTUM REQUIRIS CIRCUMSPICE ("Lector, si buscas su monumento, mira a tu alrededor") que también marca la tumba de Christopher Wren.

## Historia
James S. T. Stranahan fue un concejal y comisionado de parques de Brooklyn que defendió la creación de Prospect Park, que se completó en 1873 durante su mandato como comisionado. La idea de erigir una estatua de Stranahan fue presentada por primera vez por Richard Salter Storrs en 1888 durante una cena celebrada en honor de Stranahan. Los esfuerzos de recaudación de fondos comenzaron poco después y, después de recaudar suficiente dinero, se encargó al escultor Frederick William MacMonnies que diseñara la estatua. La estatua sería la primera comisión de MacMonnies en Brooklyn o en la ciudad de Nueva York. La estatua fue fundida en la fundición de E. Gruet alrededor de 1891 y dedicada el 6 de junio de ese año. La estatua de MacMonnies estaba sobre un pedestal diseñado por el arquitecto Stanford White. El propio Stranahan asistió a la inauguración y, cuando se le ofreció revelar la estatua, rechazó la oferta y, en cambio, le permitió a MacMonnies el honor. Storrs pronunció una oración en la inauguración. La estatua ha estado en Prospect Park desde su inauguración.

## Diseño
La estatua de bronce se encuentra sobre un pedestal que consta de mármol de Knoxville y granito rosa y está ubicada cerca de la entrada del parque en la intersección de Avenida Flatbush y East Drive. El pedestal se encuentra sobre cuatro escalones que retroceden. Stranahan, vestido con el atuendo normal de la época, que incluye pajarita, levita y chaleco, está de pie con el pie izquierdo hacia adelante, con el brazo derecho sosteniendo un sombrero de copa a un lado y un bastón y un abrigo en el izquierdo. La siguiente inscripción está tallada en el frente del pedestal: JAMES S. T. / STRANAHAN / A CITIZEN OF BROOKLYN / HONORED FOR MANY / NOBLE SERVICES MOST / GRATEFULLY AS CHIEF / FOUNDER OF / PROSPECT PARK / 1891 [–] LECTOR SI / MONUMENTUM / REQUIRIS / CIRCUMSPICE [–] STRANAHAN". (La frase en latín fue tomada de la tumba de Christopher Wren, arquitecto de la Catedral de San Pablo). Adicionalmente, en el reverso del pedestal se lee "ERECTED BY HIS / FELLOW CITIZENS / DURING HIS LIFETIME / AND UNVEILED IN HIS PRESENCE JUNE VI – MDCCCXCI". Cerca de la base de la estatua en su parte trasera están las marcas de fundición.
La estatua tiene una altura de 2 m, mientras que el pedestal mide 2 m alto. La base de la estatua es de 0,69 m por 0,69 m, mientras que la base del pedestal mide 2 m por 2 m La base cuadrada debajo del pedestal tiene lados que miden 4 m y la base y el pedestal combinados tienen una altura de 3 m
Además de la estatua, hay un panel informativo sobre Stranahan dentro de la Picnic House del parque.

### Análisis

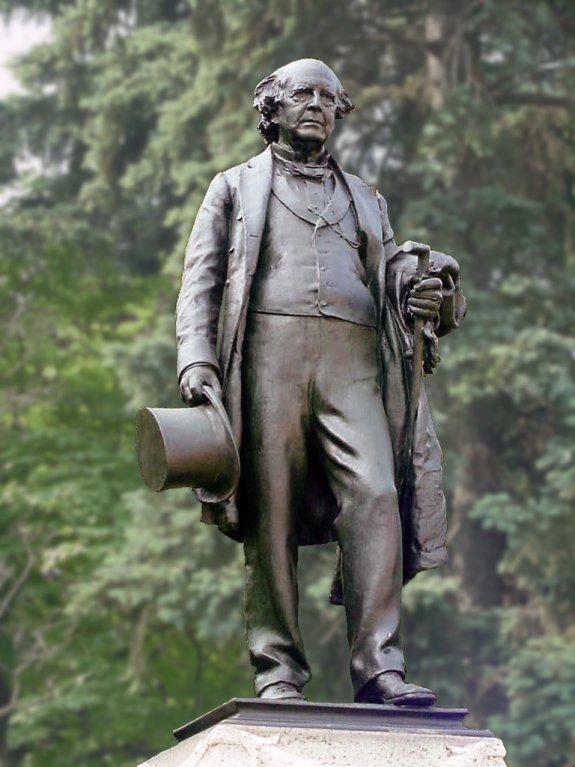
Primer plano de la estatua

Hablando de la estatua en un libro de 2008 sobre monumentos en Brooklyn, el académico Elmer Sprague señaló que "al retratarlo sin capa, MacMonnies estableció un nuevo estilo para las estatuas civiles posteriores a la Guerra de Secesión en Estados Unidos". Una guía de arte de la ciudad de Nueva York de 1917 declaró que "[l] a estatua de Stranahan personifica el movimiento engendrado por estos pioneros en su posición contra el neoclásico y, como tal, su importancia como una verdadera contribución a la suma total de conocimiento en el el arte de la escultura no puede ser sobreestimado".
Un artículo de 1906 en Munsey's Magazine que analiza las obras de MacMonnies llama a las estatuas de Stranahan y Hale como "[l] a más exitosa de [sus] estatuas de retratos", afirmando que la estatua de Stranahan "merece aún más consideración que la de Hale". Una reseña de 1902 en la revista Brush and Pencil decía por su parte: "Sobre la estatua de Stranahan, apenas ha habido una voz disidente entre los críticos en cuanto a su mérito. Es una de las obras más nobles ejecutadas por un escultor estadounidense. El realismo del vestuario de todos los días de ninguna manera resta valor a su belleza e impresionante. La figura está firmemente plantada sobre sus pies, y tanto la pose como el semblante transmiten el carácter del hombre conmemorado".
El escultor estadounidense contemporáneo Lorado Taft le dio a la estatua altas calificaciones en una reseña, entre otras cosas, citando la ejecución exitosa del disfraz del sujeto, especialmente su sombrero de seda. En cuanto al realismo de la estatua, Taft dijo lo siguiente: "Nada más verdadero se ha hecho en nuestros días. Si bien hay una grandeza escultórica en el arreglo en su conjunto y una libertad poco convencional en todo momento, uno sorprende sobre todo con la caracterización incisiva; la personalidad del hombre es la primera y última impresión. Te olvidas de todo lo demás. Él es real. Está vivo."
A fines de 1891, MacMonnies ganaría una medalla de segundo lugar en el Salón de París por sus trabajos tanto en esta estatua como en su estatua de Nathan Hale. En ese momento, el segundo lugar era el premio más alto que se podía otorgar a ciudadanos no franceses, y la victoria de MacMonnies fue la primera vez que un estadounidense ganaba el premio.